# Grzegorz Kiełsa
Grzegorz Kiełsa (* 26. Mai 1979 in Białystok, Polen) ist ein ehemaliger polnischer Profiboxer im Schwergewicht. Als Amateur nahm er im Superschwergewicht an den Olympischen Spielen 2000 teil.

## Lebenslauf
Kiełsa lebte bis 1999 in Łapy, wo er eine technische Fachoberschule absolvierte. Er ist Absolvent der Technischen Universität Białystok (Betriebswirtschaft). Zu Beginn seiner Profikarriere zog er nach Kanada.

## Amateurkarriere
Grzegorz Kiełsa boxte für den Club Hetman Białystok. Er wurde in den Jahren 2000, 2001, 2002 und 2005 jeweils Polnischer Meister im Superschwergewicht. Das in Polen ausgetragene internationale Feliks Stamm Tournament gewann er 2000 und 2003, zudem wurde er 1999, 2001 und 2002 jeweils Zweiter.
Im März 2000 konnte er bei der europäischen Olympiaqualifikation in Halle (Saale) das Finale erreichen und erhielt dadurch einen Startplatz bei den Olympischen Spielen 2000 in Sydney. Dort schied er im Achtelfinale gegen Muchtarchan Dildäbekow aus.
Zudem war er Teilnehmer der Europameisterschaften 2000 (Achtelfinale) und 2002 (Viertelfinale), sowie der Weltmeisterschaften 2001 (Viertelfinale) und 2003 (Viertelfinale).
Er bestritt als Amateur 103 Kämpfe, von denen er 89 gewann.

## Profikarriere
Grzegorz Kiełsa wurde 2006 in Kanada Profi und gewann am 21. November 2008 den Kanadischen Meistertitel im Schwergewicht, den er einmal verteidigen konnte. 2010 verlor er zweimal gegen Neven Pajkić und beendete daraufhin seine Karriere.